# ألفرد إي. إيمرسون
ألفرد إي. إيمرسون (بالإنجليزية: Alfred E. Emerson)‏ هو أحيائي أمريكي، ولد في 31 ديسمبر 1896 في إثاكا في الولايات المتحدة، وتوفي في 3 أكتوبر 1976 في بحيرة جورج (نيويورك) في الولايات المتحدة.

## وصلات خارجية
- ألفرد إي. إيمرسون على موقع الموسوعة البريطانية (الإنجليزية)